# 山田達也 (建築家)
山田 達也（やまだ たつや、1963年4月30日 - ）は、日本の建築家。山田建築研究所代表。

## 来歴

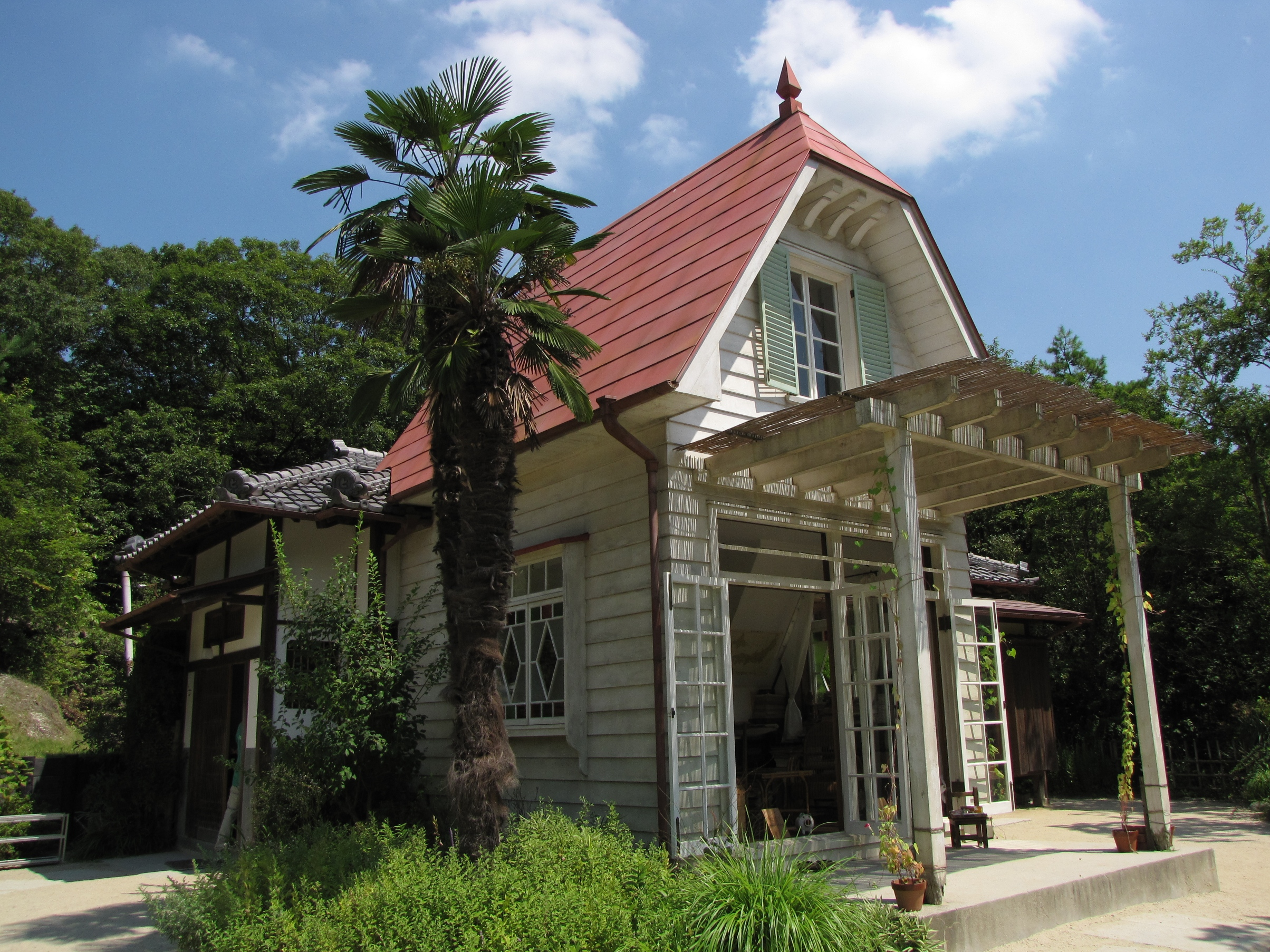
サツキとメイの家

1963年、静岡県にて生まれた。静岡県立掛川工業高等学校を経て、中部大学に入学した。1986年に同大学の工学部建築学科を卒業すると、愛知県名古屋市の設計事務所に勤務した。その後、二度にわたりヨーロッパを放浪し、いったん帰国した際には建設会社で勤務した。2001年に山田建築研究所を設立し、住宅、事務所、店舗、などの設計を手掛けている。

## 作風

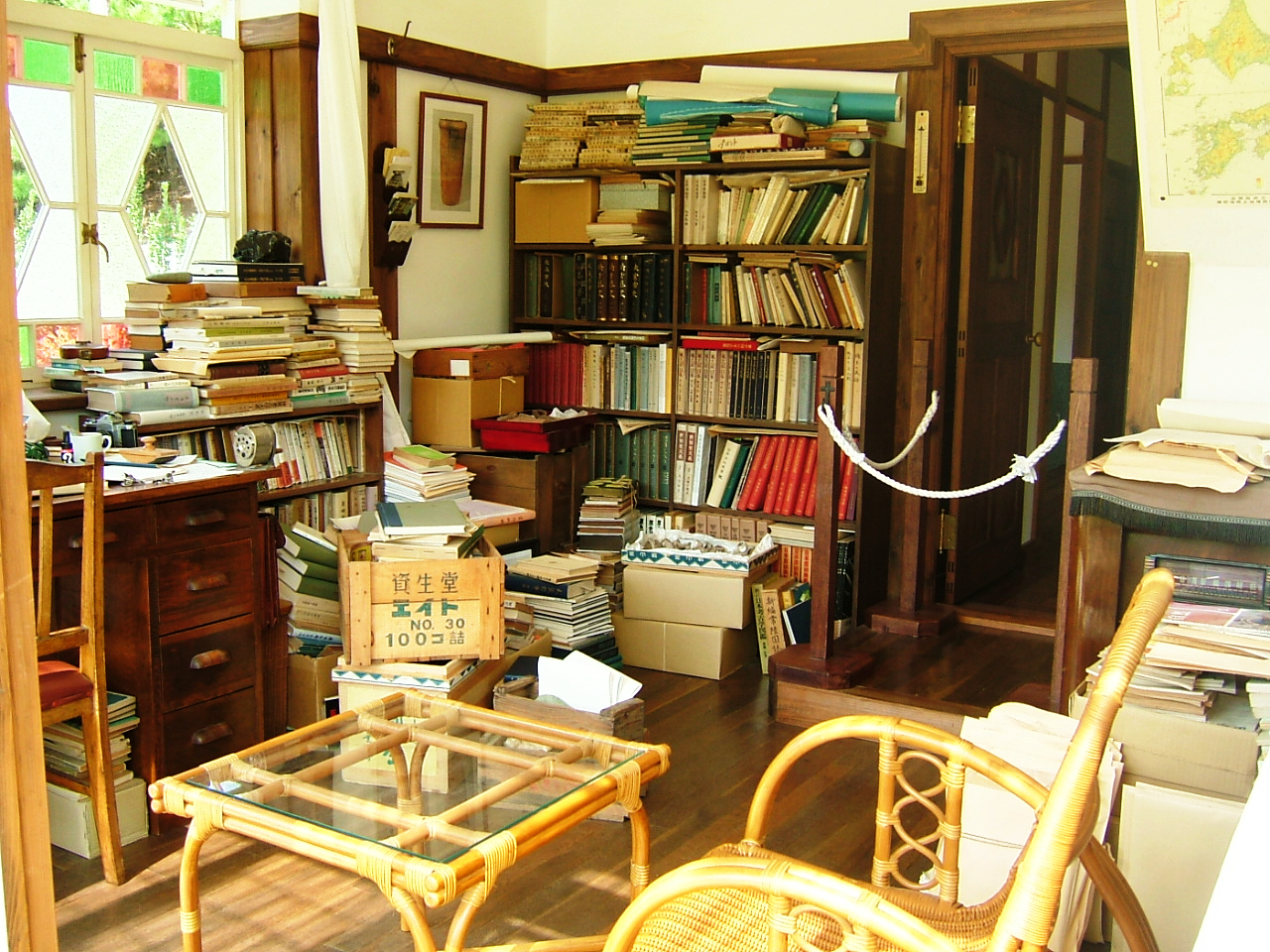
サツキとメイの家の内装

一般の住宅の設計なども手掛けているが、そのほかにスタジオジブリに関連する作品に多く携わっている。スタジオジブリの第二スタジオ、第三スタジオ、第五スタジオは、いずれも山田の設計によるものである。また、スタジオジブリ取締役でもある宮崎駿の個人アトリエと、駿の個人事務所「二馬力」が置かれている「豚屋」や「草屋」も設計した。木造家屋の勾配がある屋根を緑化する試みは珍しく、雑誌などで取り上げられている。
2005年日本国際博覧会においては、三鷹市立アニメーション美術館館長だった宮崎吾朗らとともに、パビリオン「サツキとメイの家」を建築するプロジェクトに参画し、設計監理を担当した。
また、東京都杉並区の公園予定地内の家屋が火災により焼失し、その後、宮崎駿らの尽力により「杉並区立Aさんの庭」として新たに整備されることが決まると、その公園内の家屋の設計も手掛けることとなった。

## 人物
尊敬する建築家として、安藤忠雄の名を挙げている。

## 略歴
- 1963年 - 静岡県にて誕生。

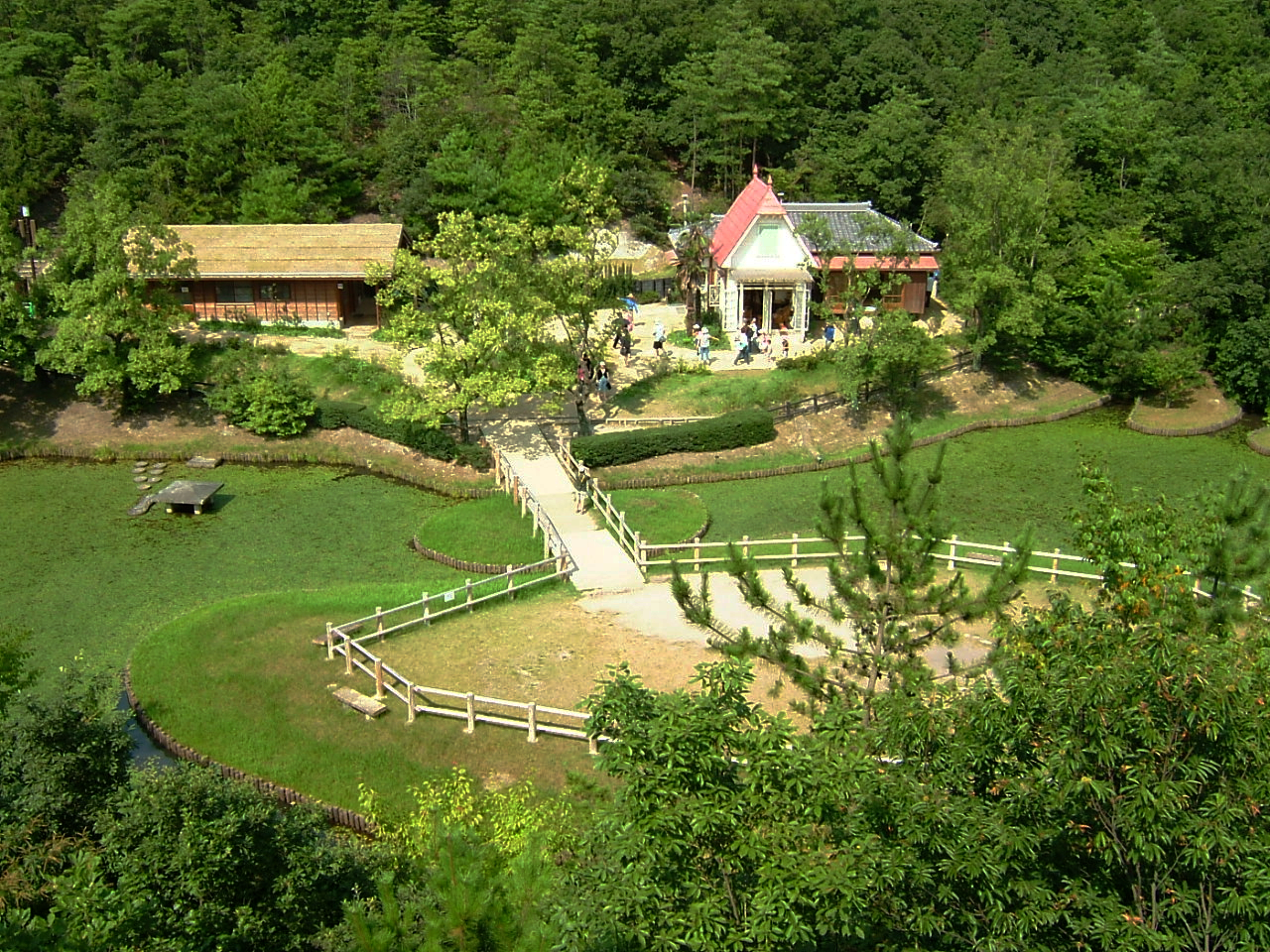
サツキとメイの家の全景

- 1982年 - 静岡県立掛川工業高等学校卒業。
- 1986年 - 中部大学工学部卒業。
- 1963年 - 設計事務所勤務。
- 1991年 - ヨーロッパ留学。
- 1993年 - 建設会社勤務。
- 2001年 - ヨーロッパ留学。
- 2001年 - 山田建築研究所設立。

## 作品

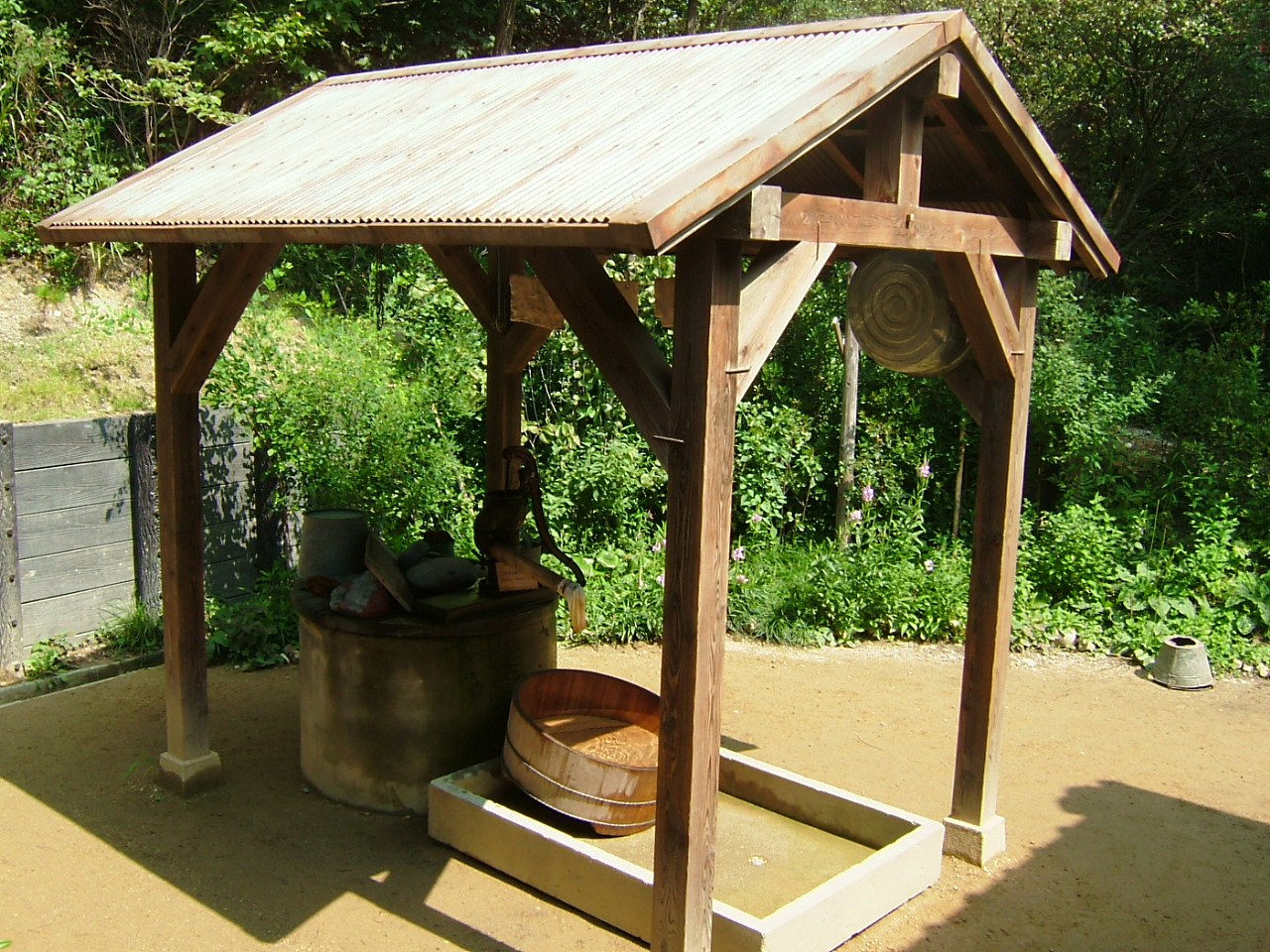
サツキとメイの家の井戸小屋

- 豚屋（1998年）
- スタジオジブリ第二スタジオ（1999年）
- スタジオジブリ第三スタジオ（2000年）
- 草屋（2002年）
- サツキとメイの家（2005年）
- レンガ屋（2006年）
- 3匹の熊の家（2008年）
- 3匹の熊の家のはなれ（2008年）
- スタジオジブリ第五スタジオ（2010年）
- 杉並区立Aさんの庭（2010年）

## 関連人物
- 宮崎吾朗
- 宮崎駿